# Lemontitla
Lemontitla är en ort i Mexiko.   Den ligger i kommunen Huejutla de Reyes och delstaten Hidalgo, i den sydöstra delen av landet, 200 km norr om huvudstaden Mexico City. Lemontitla ligger 137 meter över havet och antalet invånare är 390.
Terrängen runt Lemontitla är kuperad åt sydost, men åt nordväst är den platt. Runt Lemontitla är det ganska tätbefolkat, med 248 invånare per kvadratkilometer. Närmaste större samhälle är Huejutla de Reyes, 7,6 km öster om Lemontitla. Omgivningarna runt Lemontitla är en mosaik av jordbruksmark och naturlig växtlighet.